# 허전 철명편 목판
허전 철명편 목판(許傳 哲命篇 木板)은 대한민국 경상남도 김해시에 있다.
1990년 12월 20일 경상남도의 문화재자료 제174호 허성재선생철명편목판으로 지정되었다가, 2018년 12월 20일 현재의 명칭으로 변경되었다.

## 개요
성재 허전선생 영정은 명주천에 색체를 넣어 조성한 것으로 조선말기의 작품으로 생각되며 규격은 80cm × 140cm이다. 목판은 성재선생 문집중(총32권 17책) 일부인 철명편 57장인데 특징은 사주단변에 양곽 19.6cm ×13.5cm이며, 10행 22자 내향이엽문어미이다. 책판의 크기는 30.3cm × 19.2cm인데 경남 밀양에서 1890년에 성재문집이 간행되고 1903년에 속편이 간행되었는데 이 철명편은 1890년 조판된 것이라고 생각된다. 현재 많이 사용되면서 마구리가 모두 떨어져 나가고 책판만 남아 있는데 왜 이 철명편만 이곳 영정각에 보관되어 있는지 알 수 없다.

## 참고 문헌
- 허전 철명편 목판 - 국가유산청 국가유산포털